# 電鑽重創影像
電鑽重創影像（英語：Electric Diamond Production Ltd），是香港的一家影視公司，由王韻詩和梁健邦於2015年創立。該公司作品包括香港電台首部外判連續劇《萬輻瑪利亞》。該劇以六集原創電視電影刻劃跨性別人士的道德倫理觀，鮮明的影像風格與大膽題材有別於過往港劇。演員包括跨性別演員陳茗倫、周漢寧、楊英偉等。
其他作品有獅子山下2018《無愛之愛》由新晉演員盧蓁宜和全民造星黃星叡主演，是一個關於出租女友和偷窺狂在迷你倉發生的畸形愛情故事。除了風格化的劇情片，亦跨界文學與紀錄片。

## 作品
| 年份 | 中文片名                          | 英文片名                         | 監製、執行監製 | 導演           | 片種   | 備註                 |
| 2016 | 對話無多而我們行走：麥樹堅 呂永佳 | The Silence of Time              | 羅志華、王韻詩 | 梁健邦         | 紀錄片 | 華人作家2，52分鐘    |
| 2017 | 中國指揮夢                        | The Dream of a Chinese Conductor | 王韻詩         | 梁健邦         | 紀錄片 | 中國故事2，22分鐘    |
| 2018 | 無愛之愛                          | Beloved Storage                  | 羅志華、王韻詩 | 王韻詩         | 劇情片 | 獅子山下2018，45分鐘 |
| 2018 | 最後的情詩：蔡炎培                | The Last Love Poem               | 羅志華、王韻詩 | 梁健邦         | 紀錄片 | 華人作家3，52分鐘    |
| 2019 | 萬輻瑪利亞                        | Alpha Maria                      | 夏桂昌、王韻詩 | 王韻詩、梁健邦 | 迷你劇 | 電視劇，6集，26分鐘  |